# ジョフロワ2世 (アンジュー伯)
ジョフロワ2世（ゴーフリードまたはジョフレード）（フランス語：Geoffroy II, 1006年10月14日 - 1060年11月14日）は、アンジェルジェ家出身のフランスの貴族。マルテル（Martel、鉄鎚伯）と呼ばれる。ヴァンドーム伯（在位：1032年 - 1056年）、アンジュー伯（在位：1040年 - 1060年）およびトゥール伯（在位：1044年 - 1060年）。アンジュー伯フルク3世ネラと2番目の妻イルドガルド・ド・オート＝ロレーヌ・ド・スンゴー（上ロレーヌ公ティエリー1世公女） との間に生まれた長男。

## 生涯
アンジュー伯領を父親がジョフロワと親子で共同統治したがらなかったため、その他所に領地を作ることから領主としての人生を始めた。
1032年にアキテーヌ公ギヨーム5世寡婦アニェス・ド・ブルゴーニュと結婚した。
アニェスはアキテーヌ公領での自分の地位の維持を望み、アキテーヌにジョフロワが介入することを奨励、ジョフロワは、先代アキテーヌ公とアニェス以外の前妻達との息子、ギヨーム6世およびウードと戦った。 
まず、ジョフロワは1033年にモンコントゥールでギヨーム6世を破り、サントンジュを占領した。
1039年にジョフロワの同盟領主であるトゥアール副伯ジョフロワ2世を妻アニェスの継子であったウードが攻撃した際にモーゼで包囲戦になり、そこでウードは戦死した。その後にアニェスの長子であったギヨーム7世がポワティエ伯位およびアキテーヌ公位を相続したが、まだ少年であったため、これら領地のジョフロワが代理の領主となり、実質的にはギヨーム7世の実母であるアニェスが統治していた。
この期間の間、1028年、ジョフロワの異母姉（父フルクと初婚の妻の長女）に当たるヴァンドーム女伯アデールは共同統治者の息子フルク・ロワソンと領地の分割や処遇を巡って争いになり、息子にヴァンドームから追放されそうになったアデールは自から統治していたヴァンドーム伯領の半分の統治権を放棄し、ジョフロワに譲渡した。
そのすぐ後にフランス王アンリ1世の命により、ジョフロワはすぐに領地を甥フルクから略取し、1032年には残りの半分を占領し、ヴァンドーム伯ジョフロワ1世となる。
後の1056年にフルク・ロワソンから協力を請われたフランス王アンリ1世からの要請に応じ、ヴァンドーム伯領の統治権はフルク・ロワソンに返還したが、それを機にジョフロワ2世は甥フルクを臣下とし、支配下に置いた。
ジョフロワはヴァンドーム滞在中にラ・トリニテ修道院を設立している。
その後、父フルク3世とジョフロワが対立し、1036年から1039年までの間戦争になった。結果的にジョフロワは父に敗北したが、フルクはその翌年に死亡した。
ジョフロワはアンリ1世と同盟しブロワ家と戦い、1044年のヌイの戦いでブロワ伯ティボー3世を倒し捕らえた。ジョフロワはブロワ家側の捕虜の開放条件にトゥーレーヌ伯領の支配権を条件として提示した。しかしアンリ1世はジョフロワの権力がより強くなることを懸念し、トゥーレーヌの占領を阻止しようとした。
トゥーレーヌ占領後、次にジョフロワはメーヌ伯領略取を試み、メーヌ伯ユーグ4世に加え、ノルマンディー公ギヨーム1世とユーグ4世を支援するル＝マン司教の甥ジェルヴェ・ド・シャトー・デュ・ロアールらと対抗した。
1047年、ジェルヴェを捕らえ捕虜とし7年間拘留した後、1049年にジョフロワはローマ法王から破門された。
1057年、ジョフロワはル・マンを占領できたが、この遠征で命を落とした。
ジョフロワは1060年11月14日死去し、アンジューのサン＝ニコラ修道院に埋葬された。
口頭伝承によって彼の甥、フルク4世・ル・レシャン（病気質伯）に伝えられた伝記によれば、ジョフロワから勇猛なるアンジュー伯年代記を書くように促され、それはアンジューの修道士によって1100年から1140年に書かれた。

## 結婚
ジョフロワの妻になった女性は4人いるとされる。1032年にブルゴーニュ伯オット=ギヨームとエルマントルド・ド・ルシーの三女であり、アキテーヌ公ギヨーム5世未亡人のアニェス・ド・ブルゴーニュと結婚したが、彼らには子ができず、そして、3親等の親類であることを申し立て、ジョフロワは1049年～1052年に婚姻を無効とした。ジョフロワが離婚を望んだ本当の理由は、おそらくアニェスとの間に子どもができなかったことである。
アニェスとの離婚後、間もなくランジェ家の出身でモントルイユ卿ベレー1世の未亡人グレイシアと再婚した。年代記「アンジェ大聖堂の軌跡」によると、アニェスと離婚する以前、ベレー1世の晩年よりグレイシアはジョフロワと愛人関係にあったとされる。
しかし、より条件の良い妻との結婚を望んだジョフロワはグレイシアとも3～4親等の親戚であることを教会に主張して離婚し、ブロワ伯ウード（おそらくウード2世）の娘と思われるアデル（アルモディスとも）という女性と再婚し、その恩恵を受けたが、結局アデルとも離婚し再び元妻グレイシアと再婚した。
最終的にはアデライード・トゥトニス（トゥトニスは姓でなくゲルマン系民族の意）という女性と結婚している。
以上これだけの数の結婚を繰り返したが（年代記を編集した修道士達はさらに愛人の存在についても記述）、子女に恵まれることはなかった。
彼の死後、アンジュー伯位を継いだのはジョフロワの実妹エルマンガルド＝ブランシュの息子で、甥に当たるジョフロワ3世（髭伯）である。

## 関連記事
- ヌイの戦い